# When Will Ayumu Make His Move?
When Will Ayumu Make His Move? (яп. それでも歩は寄せてくる Сорэдэмо Аюму ва ёсэтэкуру, букв. «Аюму всё равно станет ближе») — манга, написанная и проиллюстрированная Соитиро Ямамото. Публиковалась в журнале Weekly Shonen Magazine издательства Kodansha с марта 2019 по ноябрь 2023 года и была издана в семнадцати томах-танкобонах. Адаптация манги в формате аниме-сериала производства студии Silver Link транслировалась с июля по сентябрь 2022 года.

## Синопсис
Ученик первого года старшей школы Аюму Танака и ученица второго года Уруси Яотомэ являются членами клуба сёги. Аюму поклялся признаться в своих романтических чувствах к Уруси, своей сэмпай, после того, как ему удастся победить её в сёги; но он новичок в данной игре и Уруси всегда побеждает его. Между тем Уруси постоянно пытается заставить Аюму признаться в том, что она ему нравится, но Аюму никогда не поддаётся на её уловки и сохраняет невозмутимое выражение лица.

## Персонажи
Аюму Танака (яп. 田中 歩 Танака Аюму) — ученик первого года старшей школы, член клуба сёги. Влюблённый в Уруси Яотомэ, он поклялся, что не признается в своих чувствах, пока не победит её в сёги. Однако отношения между ними не развиваются, поскольку он никогда не побеждает. В средней школе Аюму состоял в секции кэндо, и его тактика прорыва защиты противника была превосходной, из-за чего у него была высокая репутация среди сокомандников. Даже в сёги его тактика защиты стала более выдающийся, но Уруси продолжает легко читать его ходы.
Сэйю: Хироки Ясумото (промовидео 2019 года); Ёсимаса Хосоя (промовидео 2021 года); Ёхэй Адзаками (аниме)
Уруси Яотомэ (яп. 八乙女 うるし Яотомэ Уруси) — ученица второго года старшей школы, сэмпай Аюму в клубе сёги. Хотя Уруси утверждает, что является президентом клуба сёги, сам клуб из-за нехватки членов официально не зарегистрирован. Уруси убеждена, что нравится Аюму, но ей ещё предстоит заставить его признать это.
Сэйю: Юка Игути (промовидео 2019 года); Кономи Кохара (промовидео 2021 года); Канна Накамура (аниме)
Такэру Какурю (яп. 角竜 タケル Какурю: Такэру) — ученик первого года старшей школы, один из друзей детства Аюму. В средней школе вместе с Аюму состоял в секции кэндо. Член библиотечного кружка, влюблён в Сакурако.
Сэйю: Цубаса Годэн (аниме)
Сакурако Микагэ (яп. 御影 桜子 Микагэ Сакурако) — ученица первого года старшей школы, член библиотечного кружка и одна из друзей детства Аюму. Застенчивая девушка, которой нравится гипнотизировать Такэру. Не подозревает о том, что Такэру влюблён в неё.
Сэйю: Хина Ёмия (аниме)
Рин Кагава (яп. 香川 凛 Кагава Рин) — ученица первого года старшей школы, ранее была кохаем Аюму и Такэру в секции кэндо.
Сэйю: Харуна Микава (аниме)
Маки (яп. マキ) — ученица второго года старшей школы, лучшая подруга Уруси. Ей нравится дразнить Уруси относительно её отношений с Аюму.
Сэйю: Кана Ханадзава (аниме)

## Медиа

### Манга
When Will Ayumu Make His Move? написана и проиллюстрирована Соитиро Ямамото. Изначально публиковалась автором с 22 апреля по 19 ноября 2018 года в социальной сети «Твиттер» в виде веб-комикса-прототипа под названием Shogi no Yatsu (яп. 将棋のやつ Сё:ги но яцу, «Парень, играющий в сёги»). Полноценно манга публиковалась с 6 марта 2019 по 15 ноября 2023 года в журнале Weekly Shonen Magazine издательства Kodansha. О скором завершении манги стало известно 11 октября 2023 года. Всего издательством Kodansha было выпущено семнадцать томов-танкобонов манги.
На территории Северной Америки манга лицензирована издательством Kodansha USA.

#### Список томов
| №  | Дата публикации    | ISBN                   |
| -- | ------------------ | ---------------------- |
| 01 | 4 июля 2019 г.     | ISBN 978-4-0651-6105-0 |
| 02 | 17 октября 2019 г. | ISBN 978-4-0651-7207-0 |
| 03 | 17 февраля 2020 г. | ISBN 978-4-0651-8457-8 |
| 04 | 17 июня 2020 г.    | ISBN 978-4-0651-9298-6 |
| 05 | 16 октября 2020 г. | ISBN 978-4-0652-1014-7 |
| 06 | 15 января 2021 г.  | ISBN 978-4-0652-1014-7 |
| 07 | 16 апреля 2021 г.  | ISBN 978-4-0652-2888-3 |
| 08 | 16 июля 2021 г.    | ISBN 978-4-0652-4013-7 |
| 09 | 15 октября 2021 г. | ISBN 978-4-0652-5144-7 |
| 10 | 17 января 2022 г.  | ISBN 978-4-0652-6608-3 |
| 11 | 15 апреля 2022 г.  | ISBN 978-4-0652-7538-2 |
| 12 | 15 июля 2022 г.    | ISBN 978-4-0652-8499-5 |
| 13 | 17 ноября 2022 г.  | ISBN 978-4-0652-9709-4 |
| 14 | 16 марта 2023 г.   | ISBN 978-4-0653-0971-1 |
| 15 | 14 июля 2023 г.    | ISBN 978-4-0653-2191-1 |
| 16 | 17 октября 2023 г. | ISBN 978-4-0653-3248-1 |
| 17 | 15 декабря 2023 г. | ISBN 978-4-0653-3936-7 |

### Аниме
Об адаптации манги в формат аниме-сериала было объявлено 8 января 2021 года. Производством аниме-сериала занялась студия Silver Link, режиссёром стал Мирай Минато, сценаристом — Дэко Акао, а дизайнером персонажей — Кадзуя Хирата. Аниме-сериал транслировался с 8 июля по 23 сентября 2022 года на телеканалах TBS и BS-TBS. Открывающая музыкальная тема аниме-сериала — «Kakehiki wa Poker Face» (яп. 駆け引きはポーカーフェイス Какэхики ва по:ка: фэйсу, «Тактика невозмутимого лица») Каны Ханадзавы, закрывающая — «50 Centi» (яп. 50センチ 50 сэнти, «50 сантиметров») Канны Накамуры. За пределами Азии аниме-сериал лицензирован сервисом Sentai Filmworks.

## Приём
В 2020 году манга была номинирована на премию Next Manga Award в категории «Лучшая печатная манга» и заняла по итогам голосования третье место в шорт-листе номинантов.
Обозреватель с сайта Anime News Network посчитал мангу «шагом вперёд с точки зрения качества и юмора по сравнению с предыдущими работами автора», положительно отозвался о персонажах и сюжете, но отнёс к недостаткам первого тома малое количество визуального разнообразия.